# Pola de Laviana
Pola de Laviana è una delle nove parrocchie civili (divisioni amministrative) a Laviana, un comune all'interno della provincia e comunità autonoma delle Asturie, nel nord della Spagna. Questa parrocchia è la più popolata di Laviana e si trova nella Valle di Nalon.
Inoltre, Pola de Laviana è il capoluogo del comune di Laviana.